# Salerno (stad)
Salerno is een havenstad in Campanië, Italië, hoofdstad van de provincie Salerno in het zuiden van Italië. De stad ligt in de omarming van de Golf van Salerno, op het zuiden gericht. De steile bergen aan de noordzijde bieden goede beschutting. In 2005 had de stad 138.794 inwoners.

## Geschiedenis
De Romeinen vonden hier een goede aanlegplek, stichtten de stad en werden opgevolgd door de Longobarden die er in de 8e eeuw al een versterkt kasteel neerzetten. Van de 9e tot 11e eeuw was Salerno de hoofdstad van het zo goed als onafhankelijke vorstendom Salerno. Uit de middeleeuwen is veel bewaard gebleven, dus ook veel kerken in diverse bouwstijlen, onder andere de Dom (met de voorhof), in 1084 gesticht door Robert Guiscard. Mattheus, aan wie de kerk is gewijd, is terug te vinden in een mozaïek uit 1260 boven de hoofdingang. Vanaf de ruïne van het kasteel van Arechi II heeft men een goed uitzicht op de stad en achterliggende bergen.
Waar de stad historisch het meest om bekendstaat, is het feit dat de koning van Italië, die in 1943 uit Rome ontsnapte nadat Italië vredesonderhandelingen had gevoerd met de geallieerden in de Tweede Wereldoorlog, hier een onderkomen vond. Een korte zogenaamde "regering van het zuiden" werd in de stad gevestigd. Enkele van de geallieerde landingen gedurende Operatie Avalanche (Engels voor Operatie Lawine, de invasie in Italië) vonden dicht bij Salerno plaats.

## Ligging
Salerno ligt ten zuiden van Napels. Het is de belangrijkste stad van de Amalfikust, het deel van de kust van de Tyrreense Zee gelegen ten westen van Salerno waar bekende steden als Amalfi en Positano aan liggen. Ten zuiden ligt het belangrijkste Romeinse Paestum en nog verder zuidelijker bevindt zich de Kust van Cilentana met de plaatsen Agropoli tot Sapri.

## Economie
De economie van Salerno is hoofdzakelijk gebaseerd op diensten en toerisme. De haven van Salerno is een van de bedrijvigste van de Tyrreense Zee. Het verscheept circa 7 miljoen ton goederen per jaar, 60% containers.

## Onderwijs
In Salerno stond een van de oudste universiteiten van Europa, de Scuola Medica Salernitana, een van de belangrijkste bronnen van medische kennis tijdens de middeleeuwen. De middeleeuwse botanische tuin voor de studenten is sinds de 17e eeuw de Giardino della Minerva.
Het universitaire instituut Magistero "Giovanni Cuomo", gevestigd in 1944, bouwde daarom voort op de uitgelezen erfenis van een aloude traditie. Sinds 1968, toen de universiteit van Salerno een openbare universiteit werd, zijn de nieuwe aanmeldingen steeds toegenomen.
Vandaag de dag bevinden zich 40.000 studenten op de Fisciano- en Baronissicampus. Deze studenten volgen vakken over het grote aanbod van onderwerpen die de negen faculteiten, economie, farmacie, rechten, techniek en technologie, humanistiek, vreemde talen, politicologie, natuurwetenschappen, wiskunde, fysica en onderwijskunde, aanbieden.

## Sport
Salernitana Calcio 1919 is de voetbalclub van Salerno. In het seizoen 2020-2021 werd er een tweede plek behaald in de serie B en daarom speelt Salernitana in het seizoen 2021-2022 in de serie A (het hoogste niveau in Italië). De thuisbasis van de club is het Stadio Arechi.

## Zustersteden
- Tono (Japan, sinds 1984)
- Rouen (Frankrijk, sinds 2003)
- Montpellier (Frankrijk, sinds 2008)
- Wolomin (Polen)
- Baltimore (Verenigde Staten, sinds 2008)
- Pazardzjik (Bulgarije, sinds 2011)

## Bekende inwoners van Salerno

### Geboren
- Amatus van Montecassino (ca.1010-1078), bisschop
- Sikelgaita (ca.1040-1090), hertogin van Apulië en legeraanvoerster
- Romualdus II Guarna (ca 1110-1120 - 1181), aartsbisschop van Salerno en diplomaat
- Matteo van Aiello ( -1193), kanselier van Sicilië; ook genoemd: Matteo van Salerno
- Renato Martino (1932-2024), geestelijke en kardinaal
- Eziolino Capuano (1965), voetbalcoach
- Mara Carfagna (1975), politica en model
- Michele Somma (1995), voetballer

### Overleden
- Paus Gregorius VII (1020/1025-1085)

## Galerij

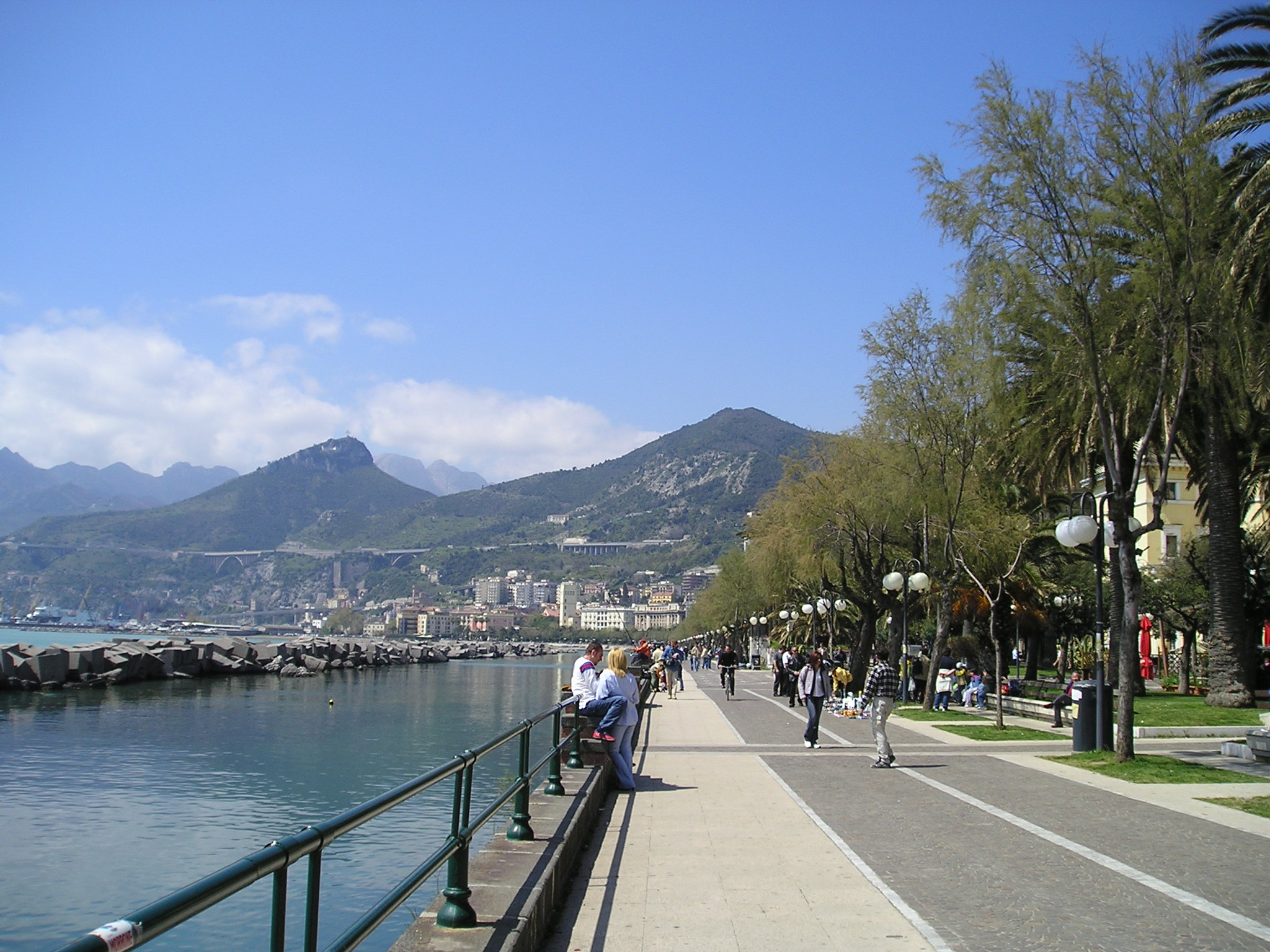
Lungomare Trieste promenade
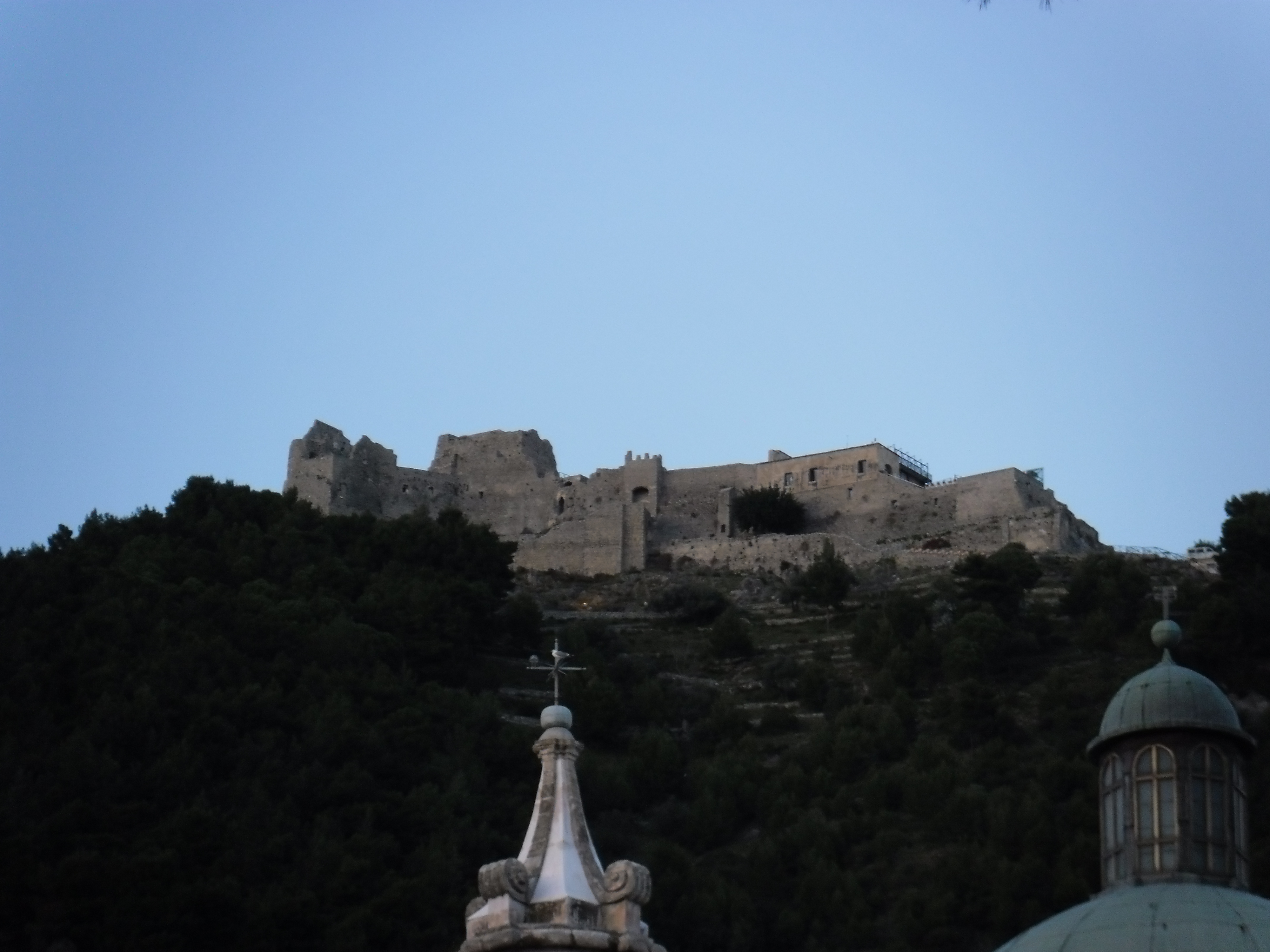
Castello di Arechi
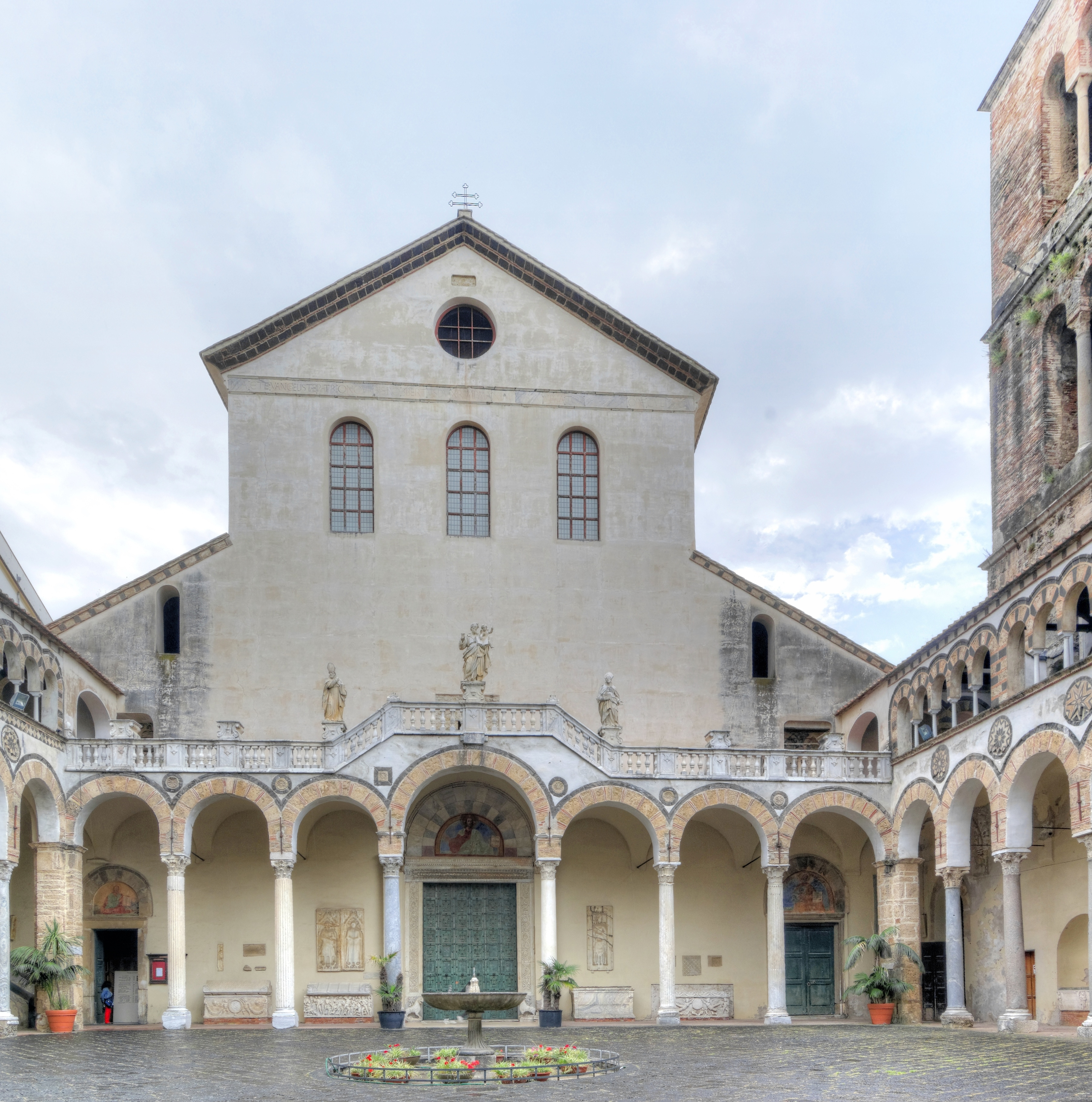
Duomo di Salerno
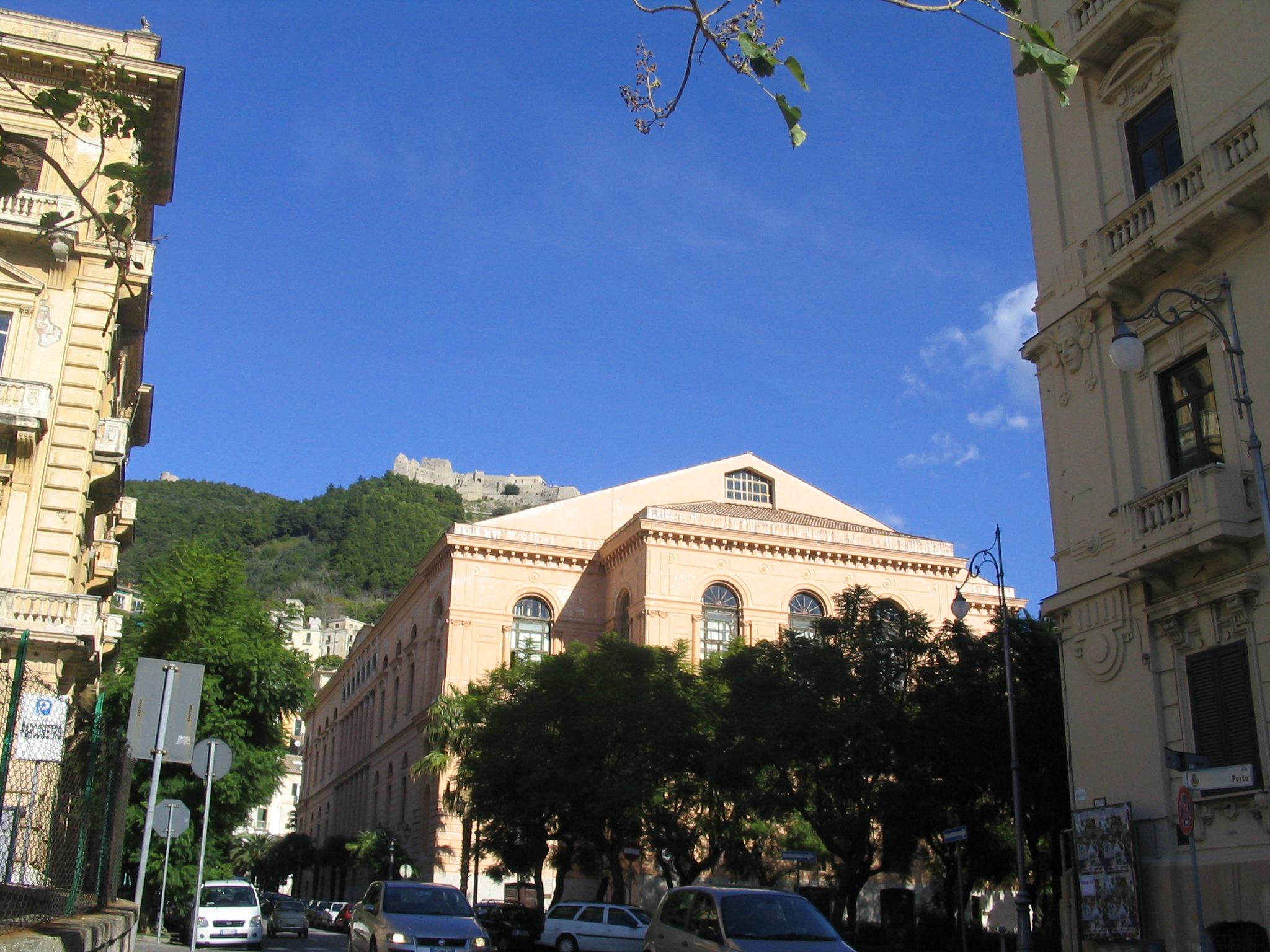
Teatro Verdi
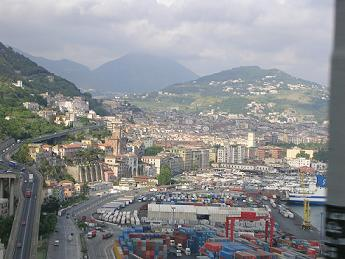
Haven